# 末続川橋
E6
末続川橋（すえつぎかわはし）は、福島県いわき市にある道路橋である。

## 概要
- 全長：283.0m（上り）/280.0m（下り）
  - 主径間：68.0m（上り）/58.2m（下り）
- 幅員：10.0m（上り）/9.76m（下り）
- 形式：5径間鋼鈑桁橋
- 竣工：2001年（上り）/2020年（下り）

いわき市北端部の久之浜地区にて二級水系末続川と、並行する福島県道247号片倉末続停車場線および市道を渡り、常磐自動車道を通す。大久トンネル坑口より400mほど北側にあり、南詰は久之浜町末続字南大沢と字鷽張の境界付近に、北詰は字新屋敷に位置する。常磐自動車道にていわき市内最北端の道路構造物であり、北詰より400mほど北側が双葉郡広野町との市町境である。

## 沿革
- 2002年3月23日 - いわき四倉インターチェンジ - 広野インターチェンジ間の開通に伴い現在の上り線が暫定2車線で供用が開始される。
- 2016年6月8日 - 当該区間の4車線化工事の事業許可が国土交通省より与えられる。
- 2021年6月13日 - いわき四倉インターチェンジ - 広野インターチェンジ間の4車線化に伴い現在の下り線の供用が開始される。

## 周辺
- 臨済宗東光寺